# Campoletis rufosignata
Campoletis rufosignata är en stekelart som först beskrevs av Henry Lorenz Viereck 1925.  Campoletis rufosignata ingår i släktet Campoletis och familjen brokparasitsteklar. Inga underarter finns listade.